# Wolfsegg
Wolfsegg település Németországban, azon belül Bajorországban.

## Fekvése
Kallmünztől délre fekvő település.

## Népesség
| Lakosok száma | 1027 | 1215 | 1458 | 1472 | 1518 | 1516 | 1561 | 1533 | 1561 | 1560 |
|               | 1970 | 1975 | 2011 | 2012 | 2014 | 2015 | 2017 | 2019 | 2022 | 2023 |

## Leírása

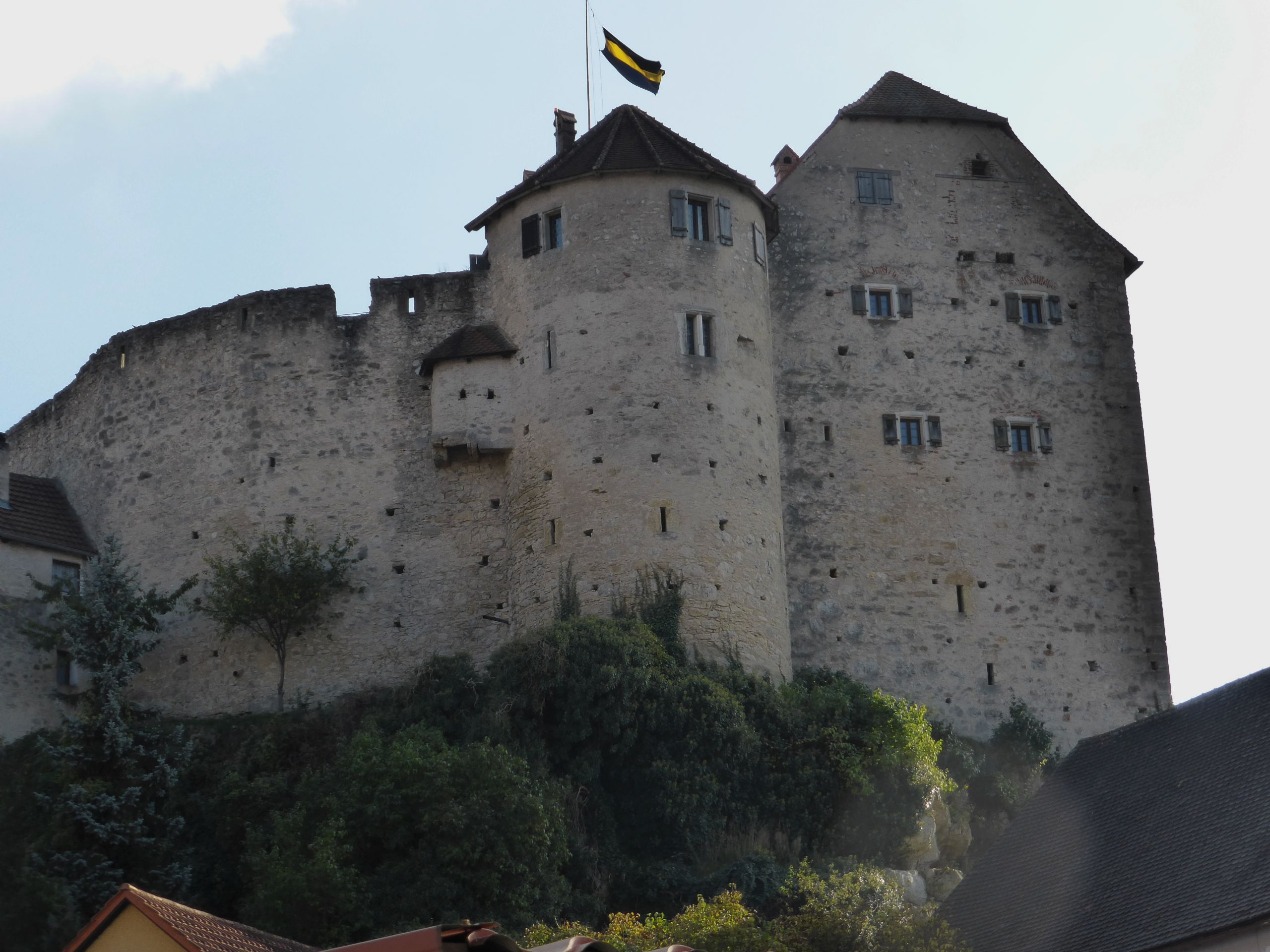

A község közepén egy mészkősziklán emelkedik Wolfsegg vára. A falu kora gótikus kis templomának aránytalanul kicsi tornyát barokk hagymakupola fedi. A templom oldalában húzódik a vár ovális alaprajzú, körbástyákkal erődített fala, melyen belül magasodik a komor, gótikus várkastély.
A várat 1358-ban említették először. Eredeti formáját az 1460-ban épült lépcsőtorony kivételével mindmáig megőrizte.
A várkastély termeiben múzeum működik, ahol elsősorban fegyverewk és páncélok kerültek bemutatásra.
A várkastély érdekessége, hogy az épületben a többi várakhoz viszonyítva több sötét belső járat, fülke, üreg található, mivel építői belevonták az épületegyüttesbe a kősziklába vályt mélyedéseket, barlangokat is. A várról számos rémtörténet is kering, állítólag saját kísértete is van a wolfseggi fehér asszony képében.

## Galéria

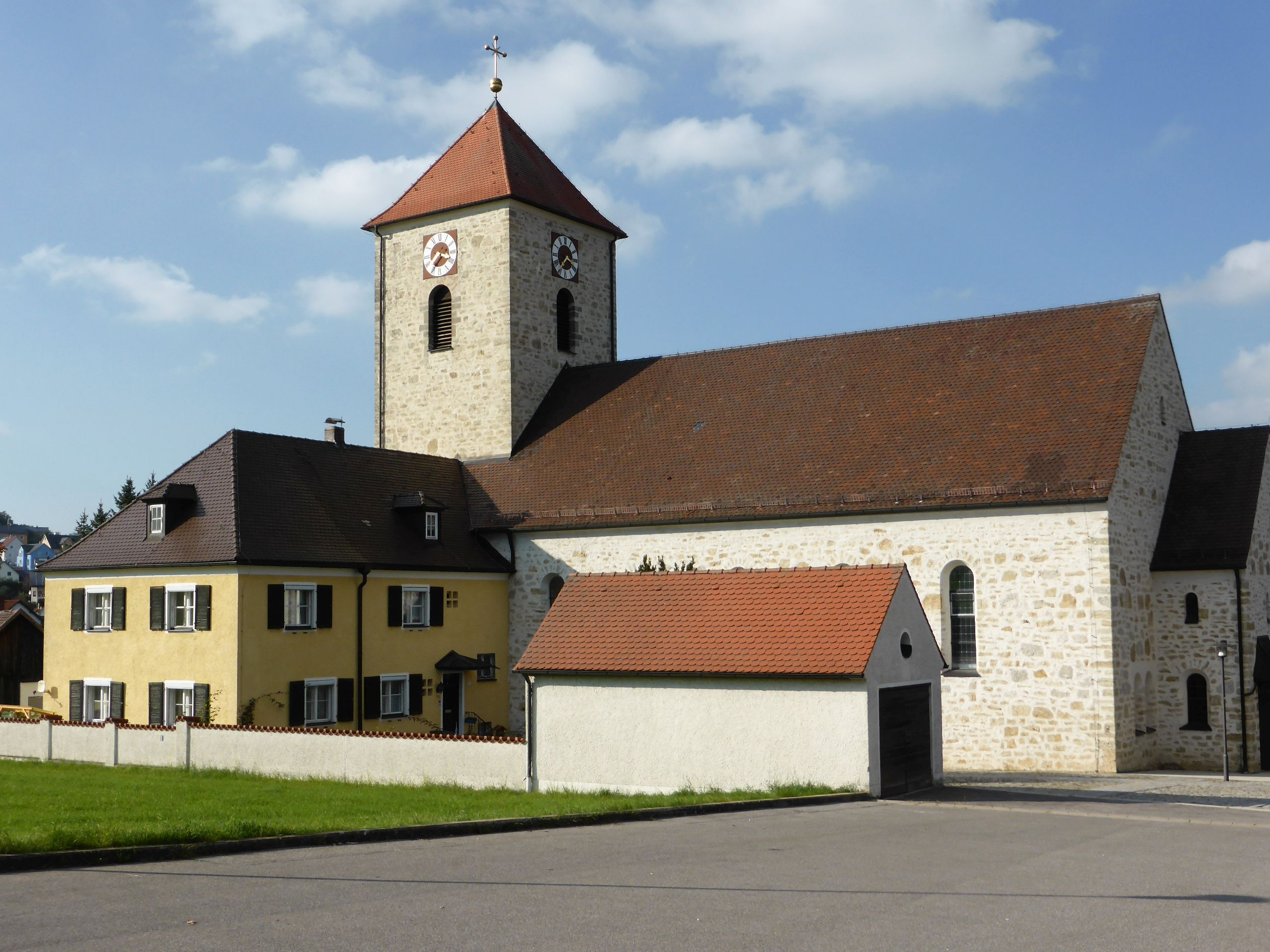
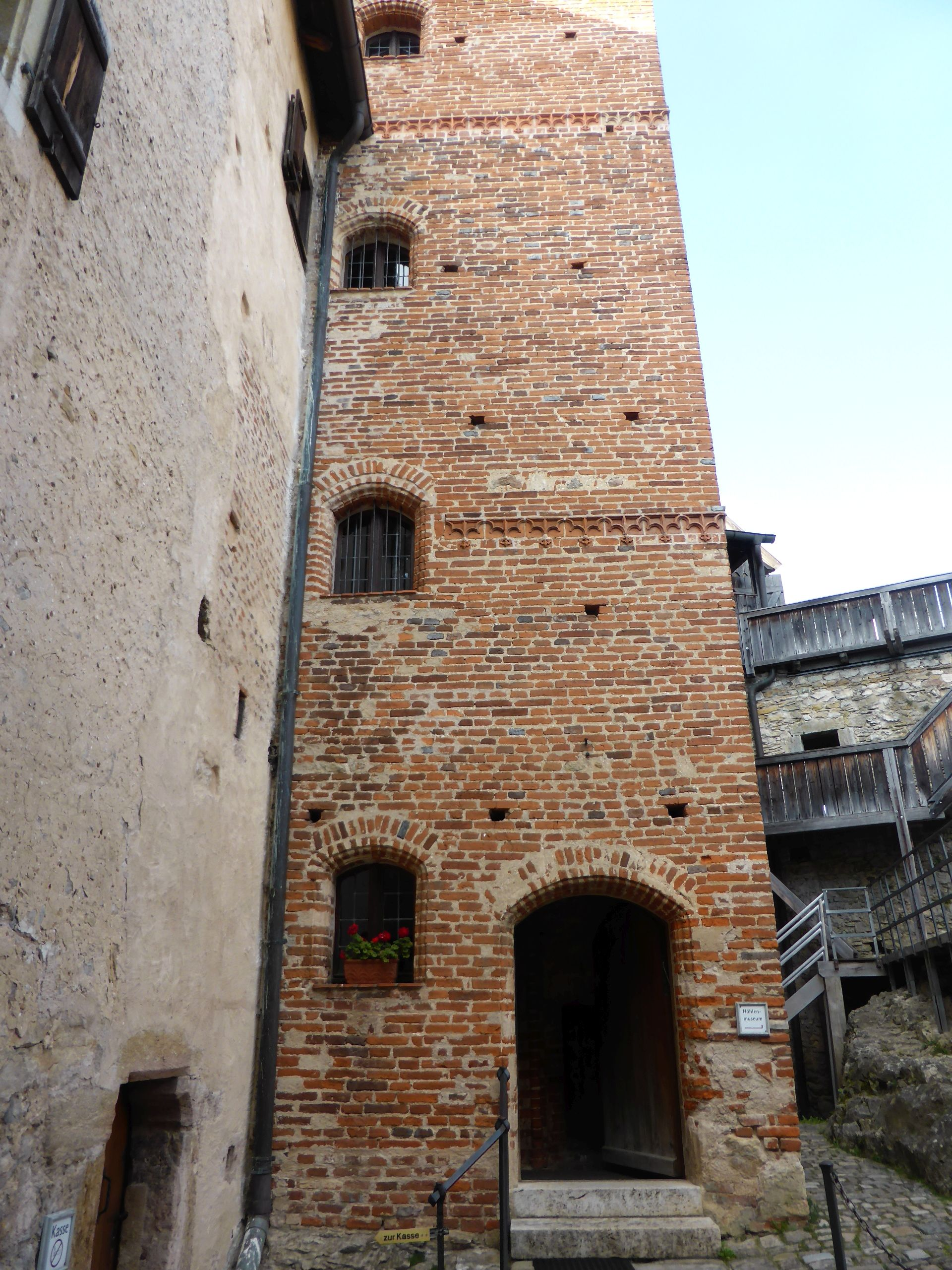
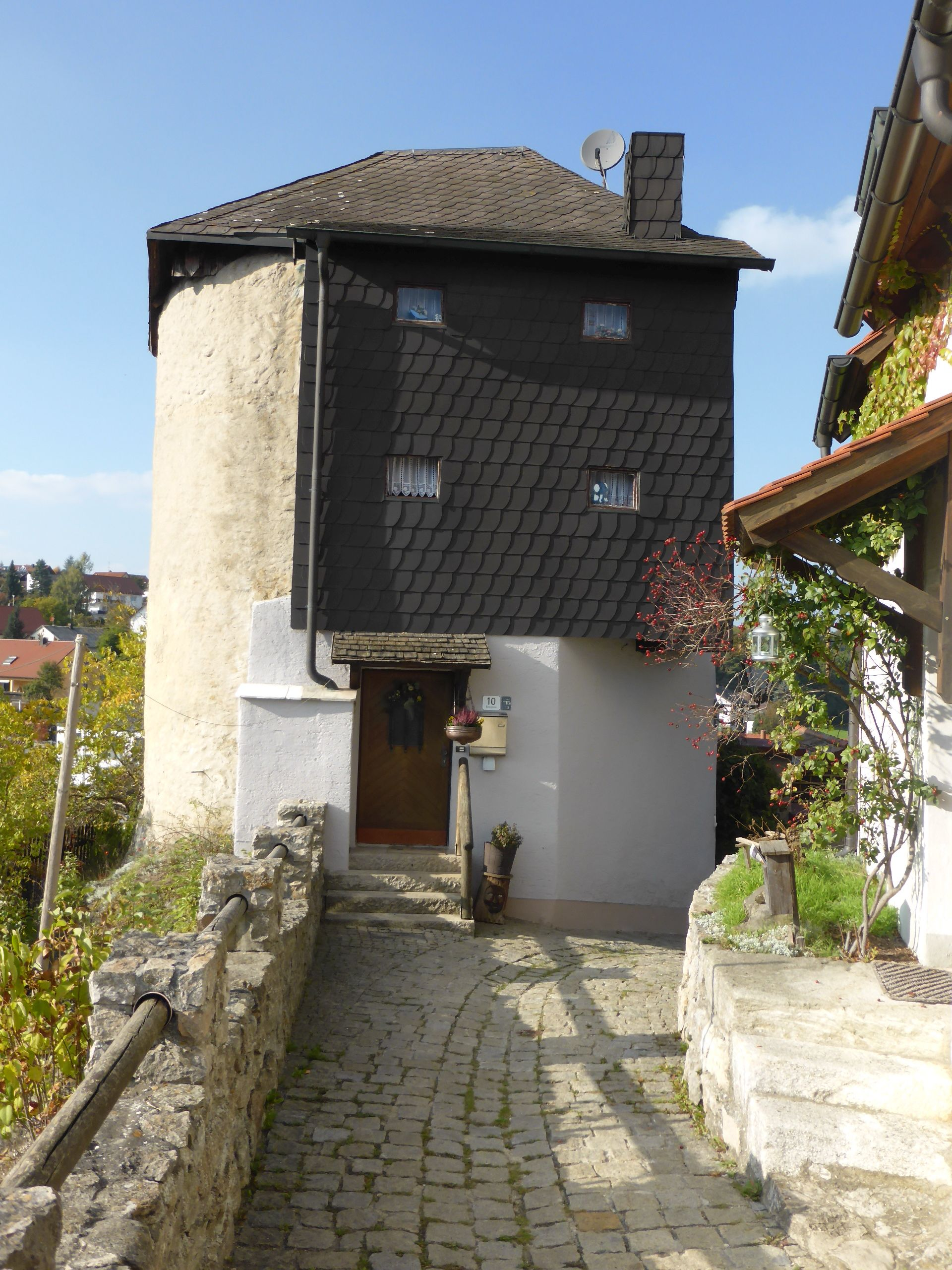
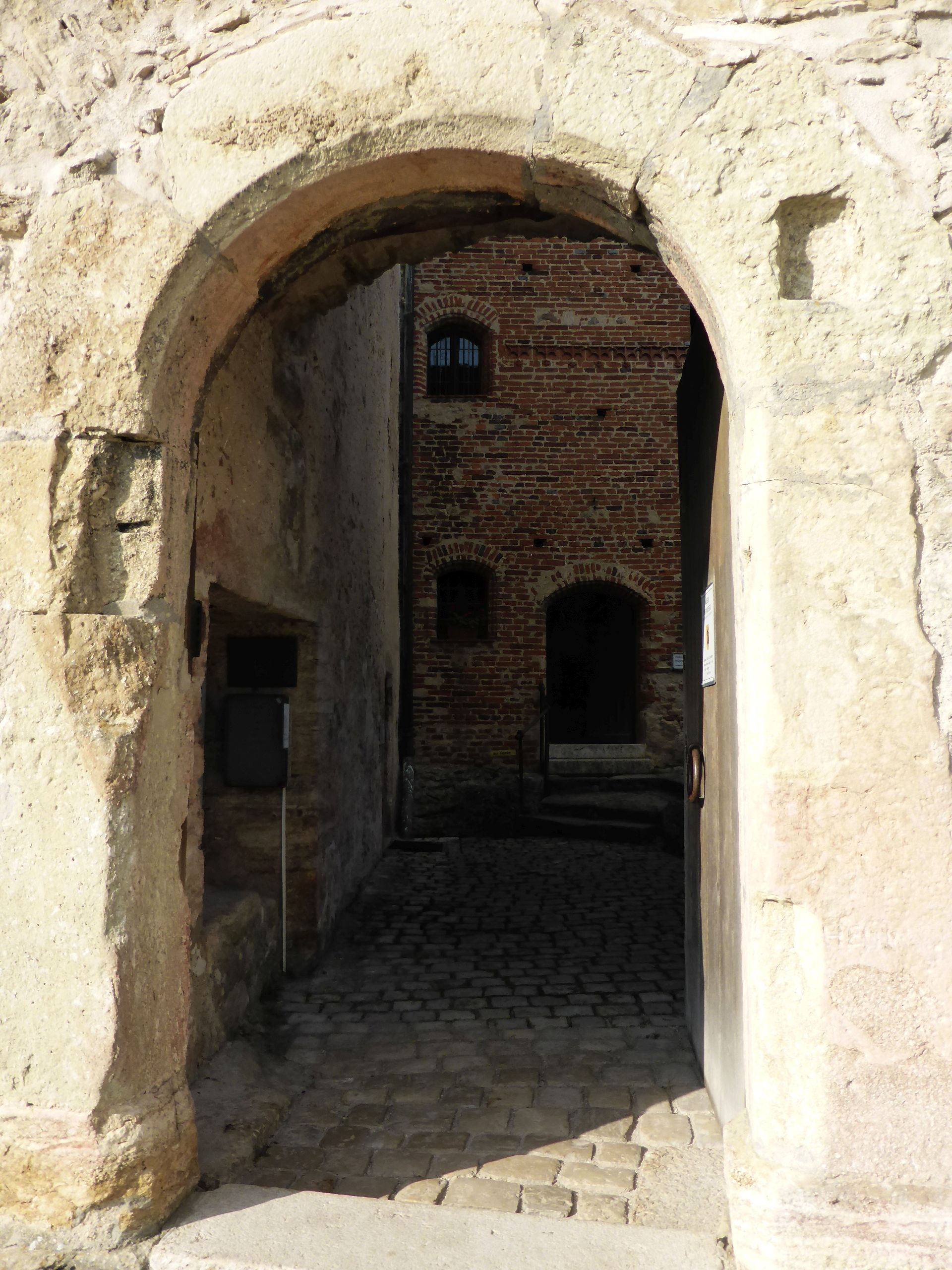
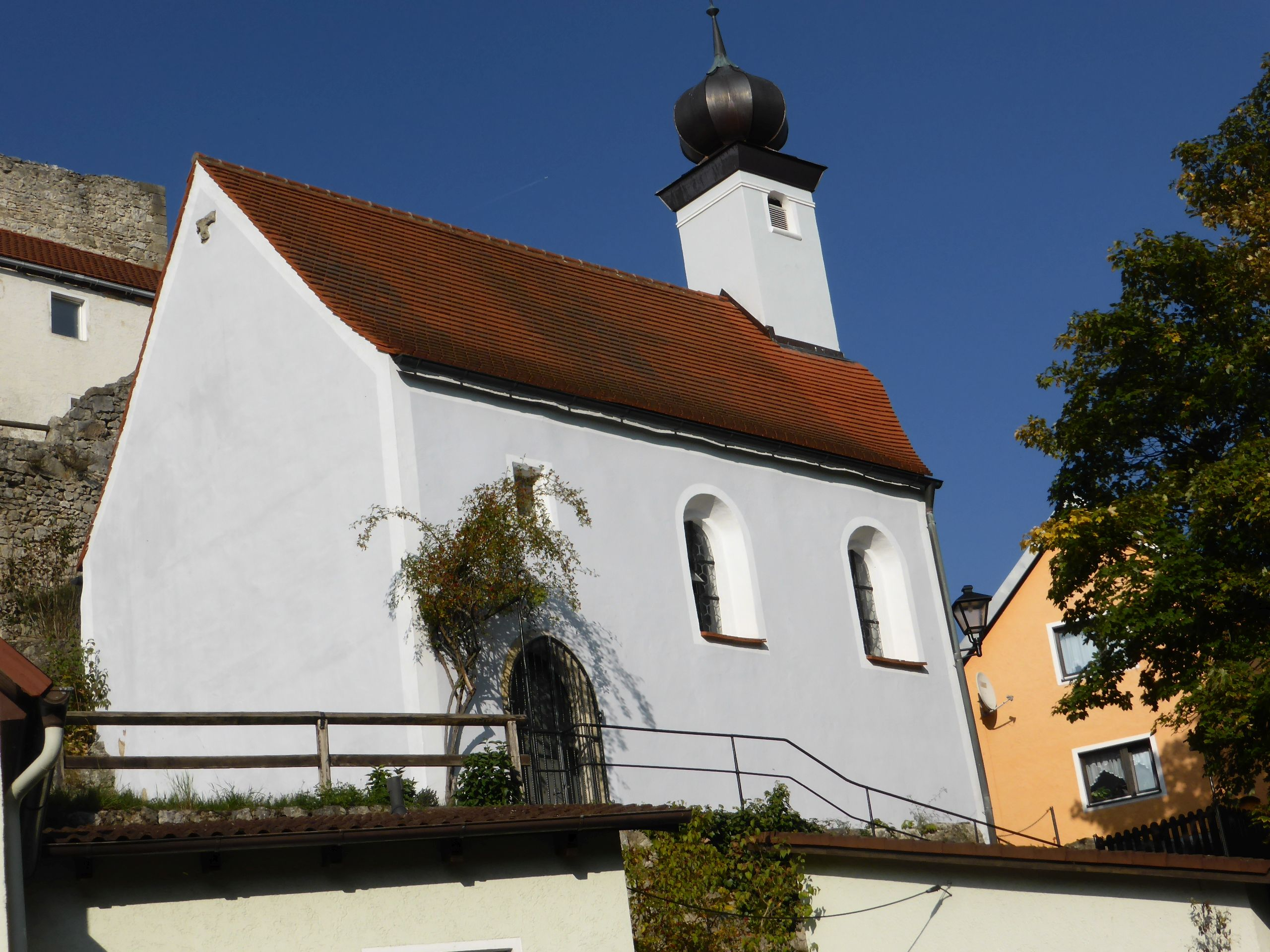
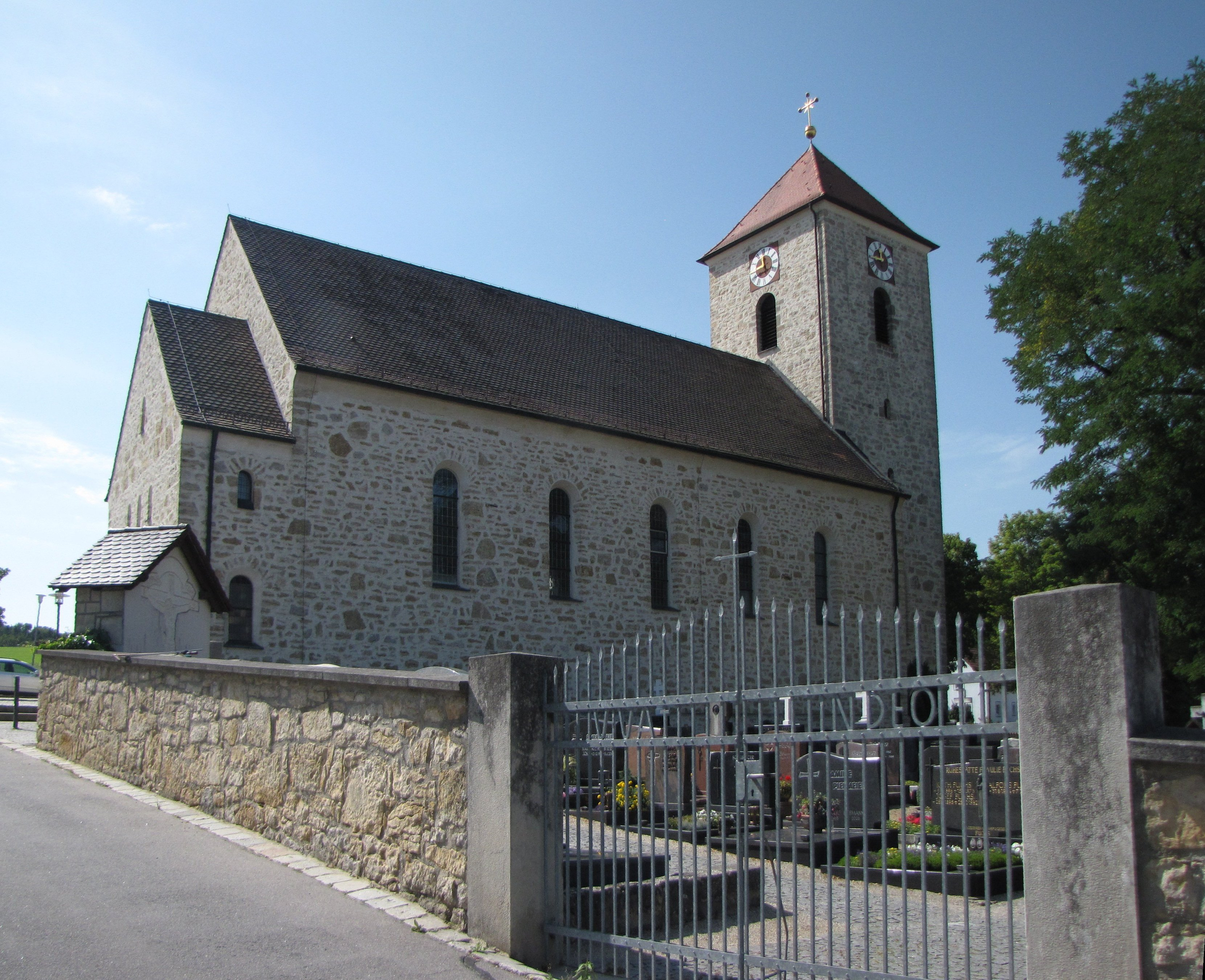
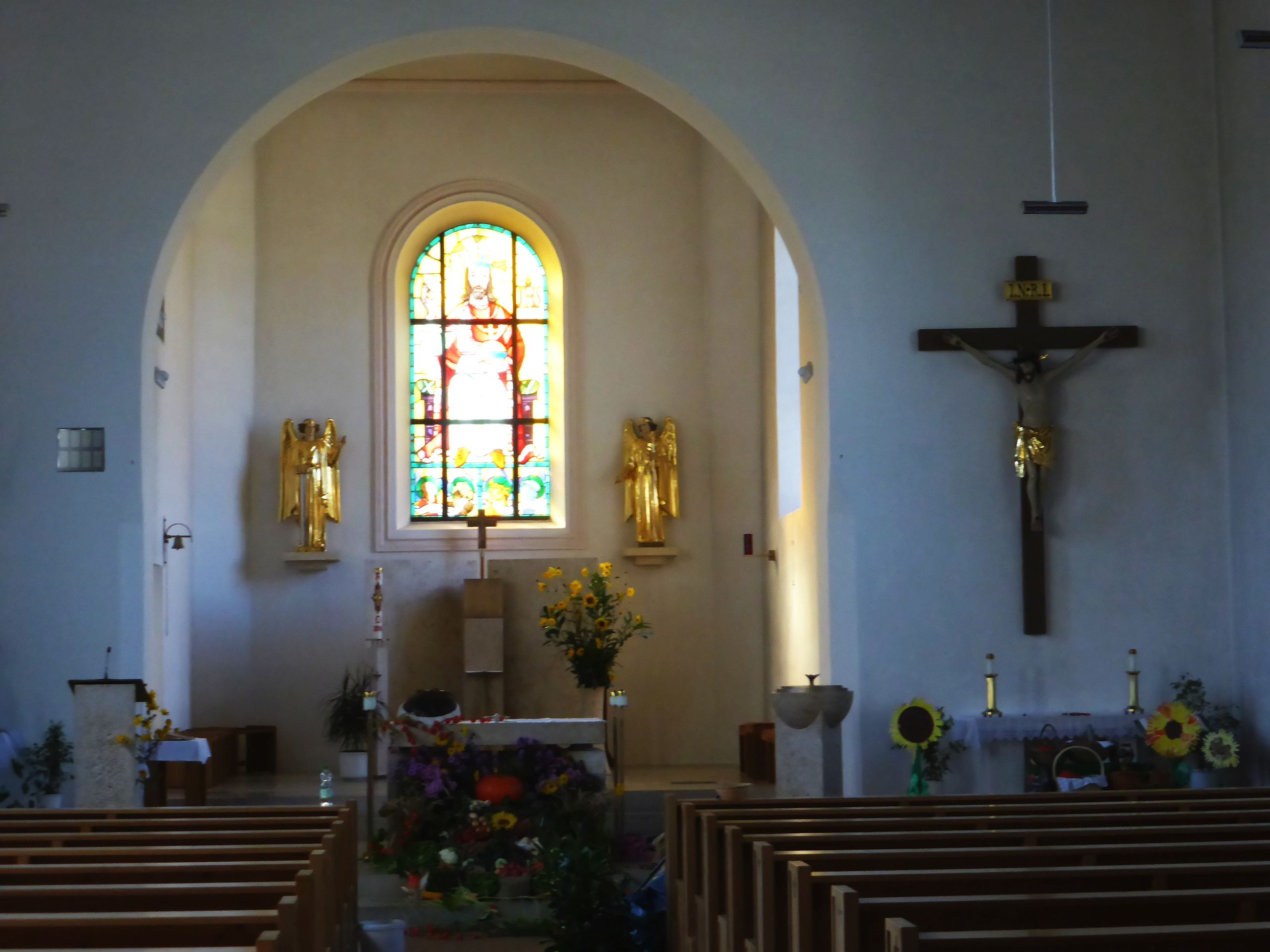
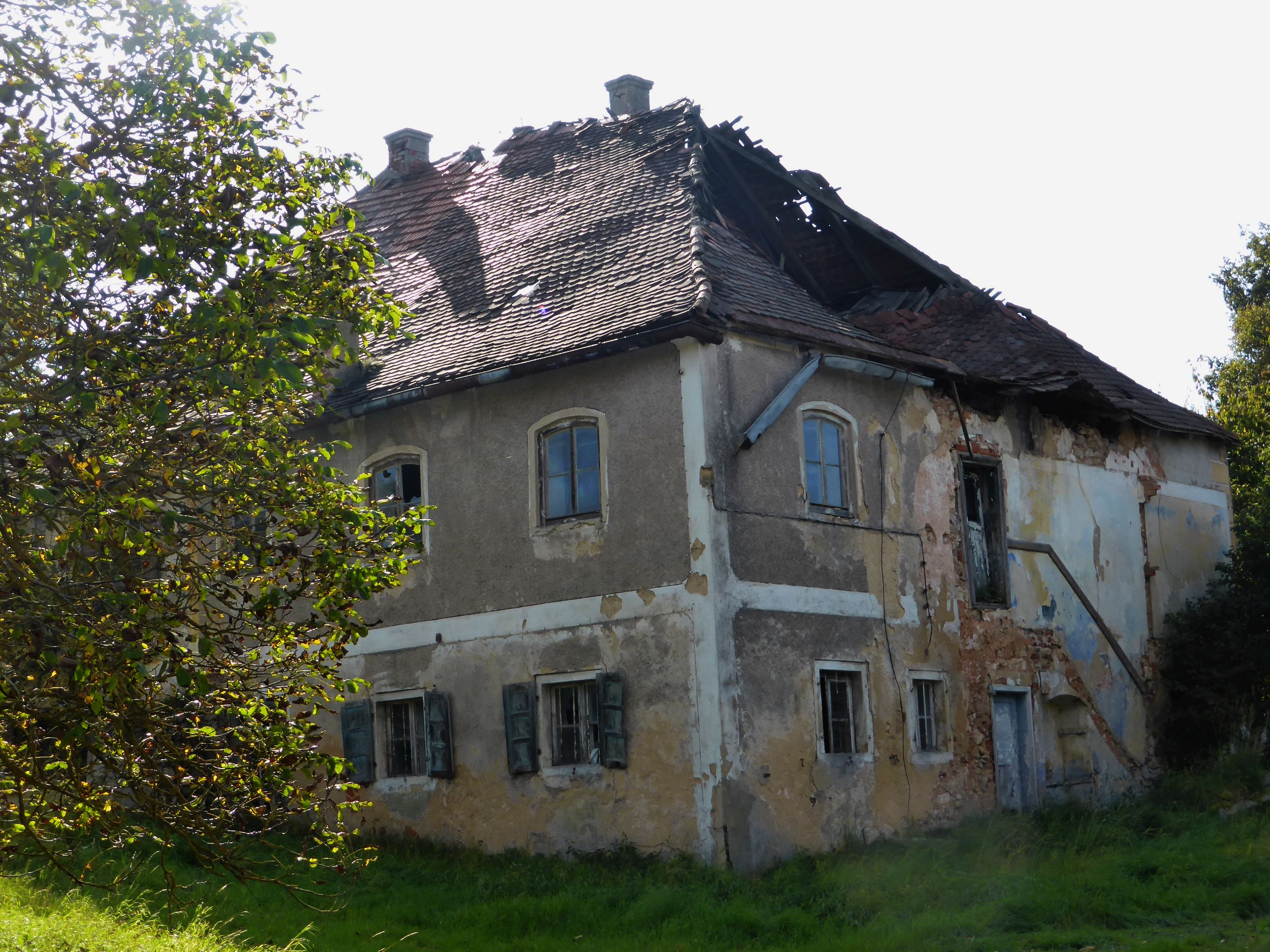
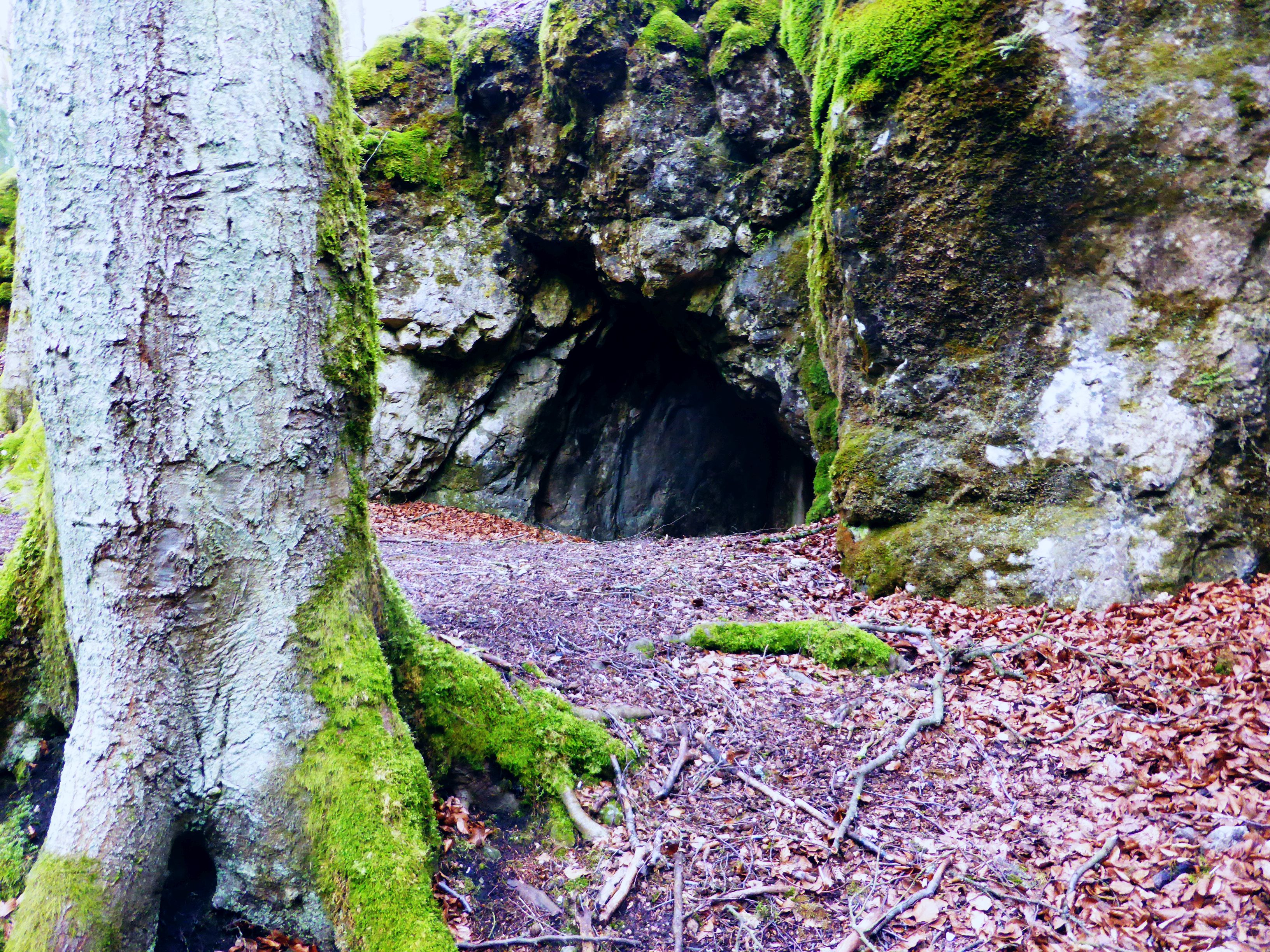
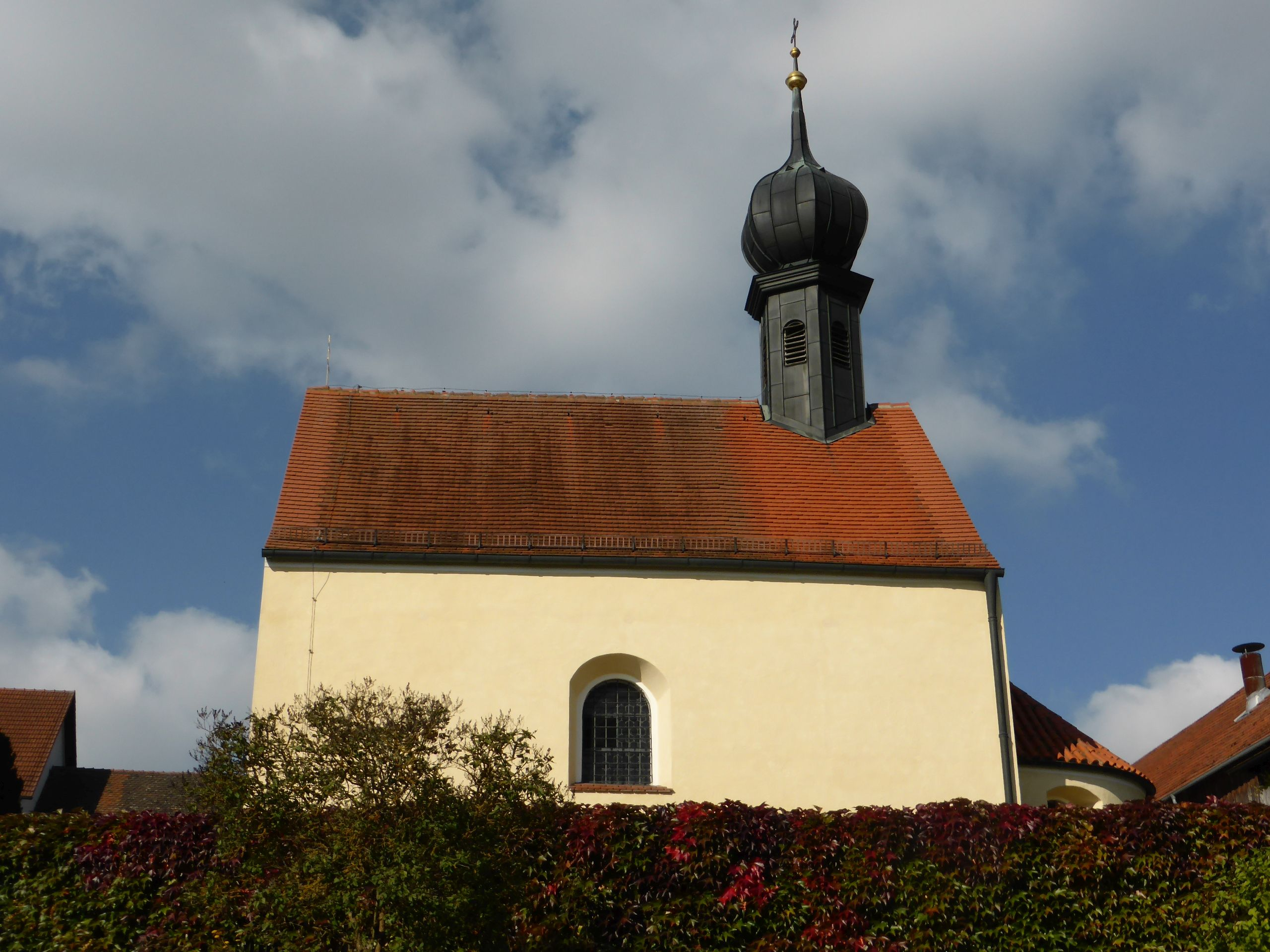
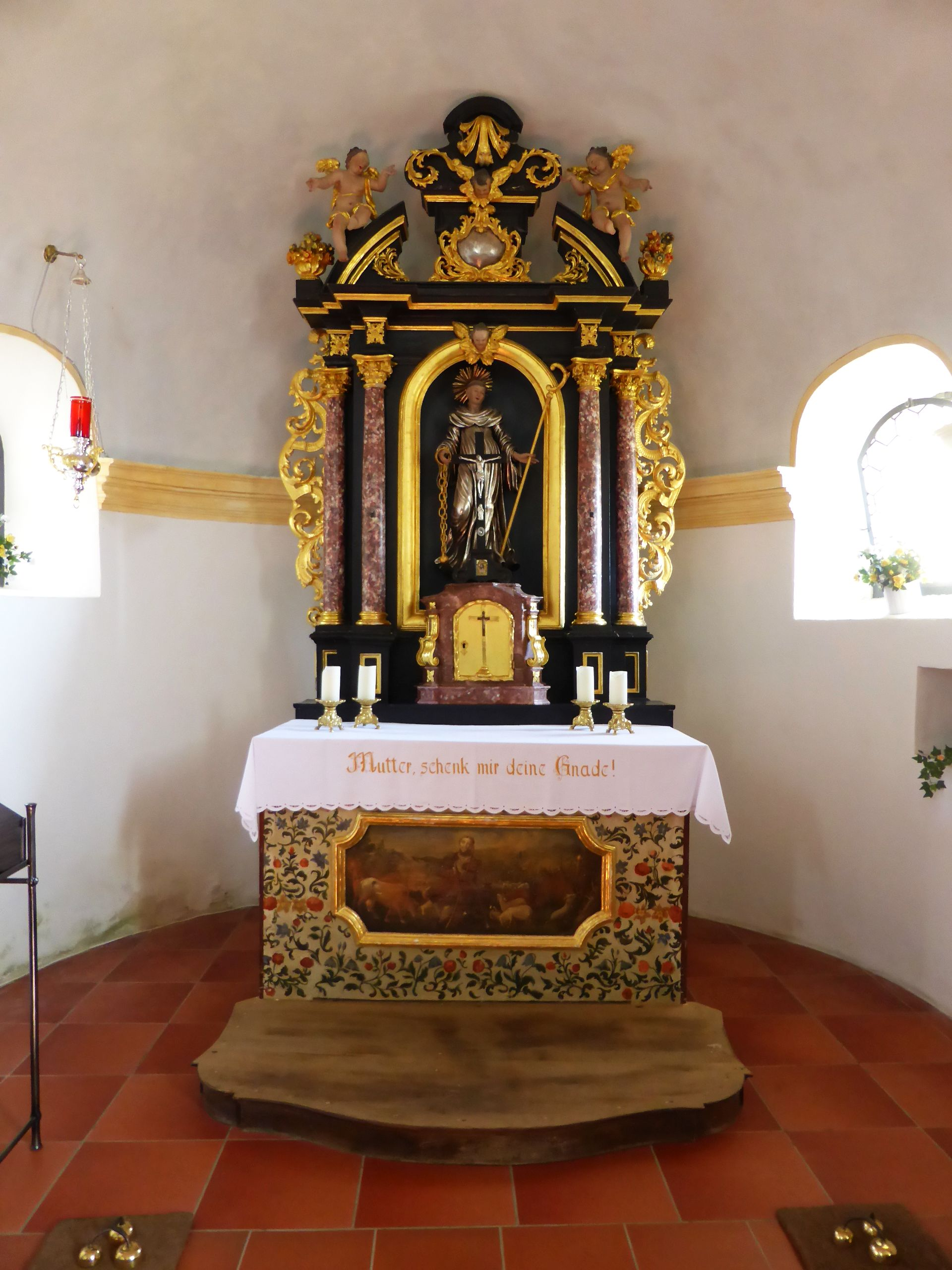
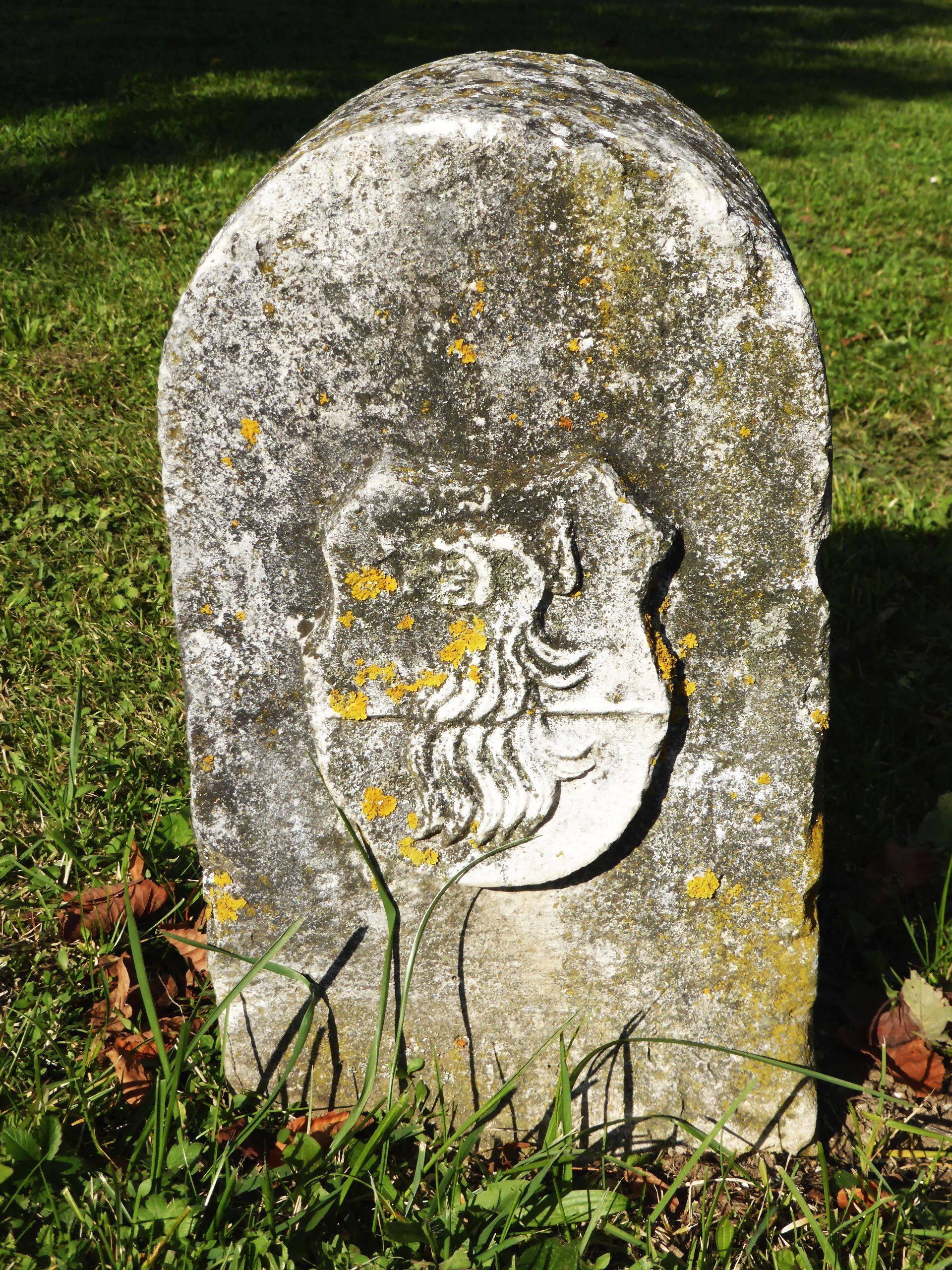